# Ura Firth

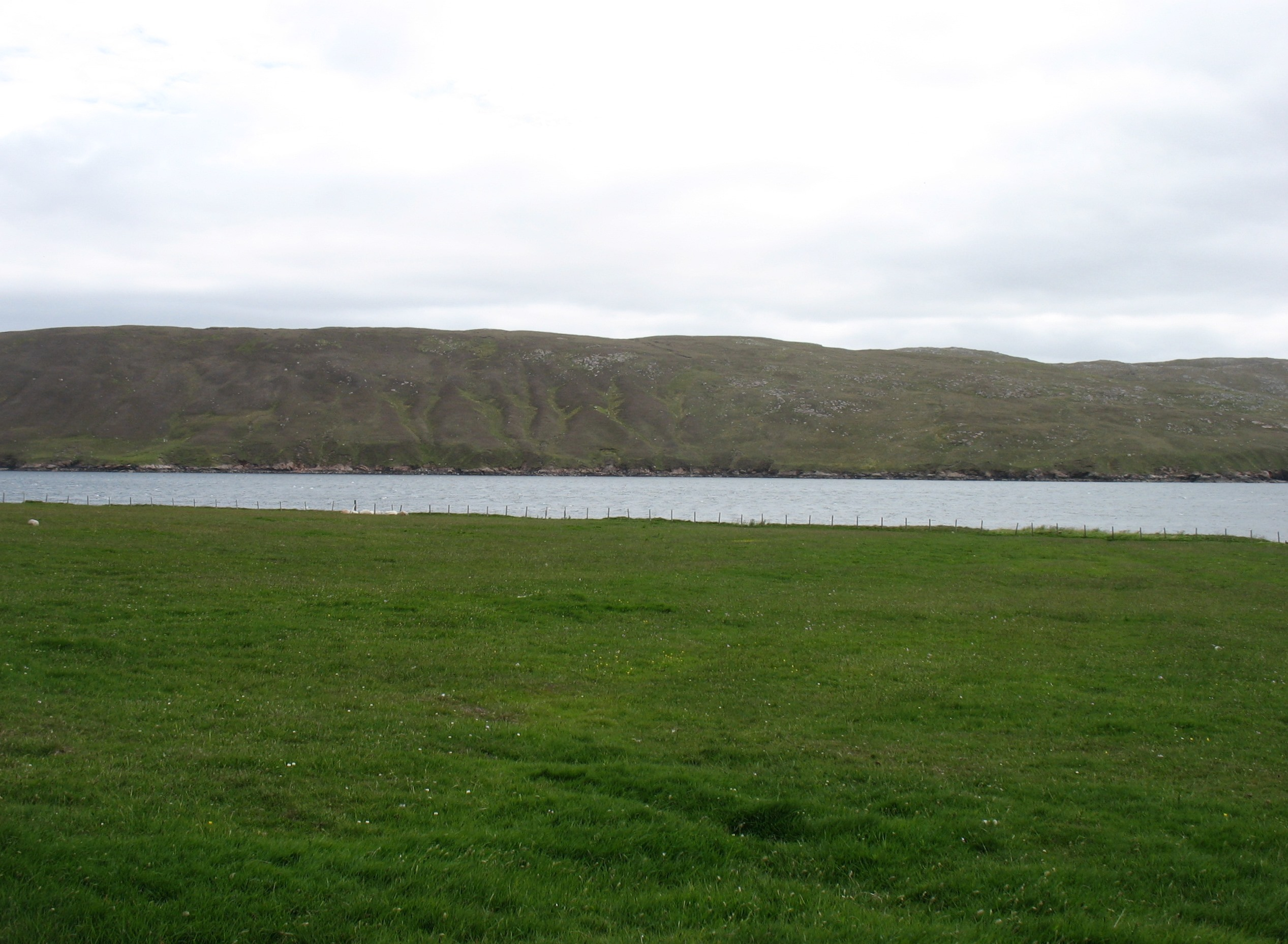
Mittlerer Bereich der Ura Firth

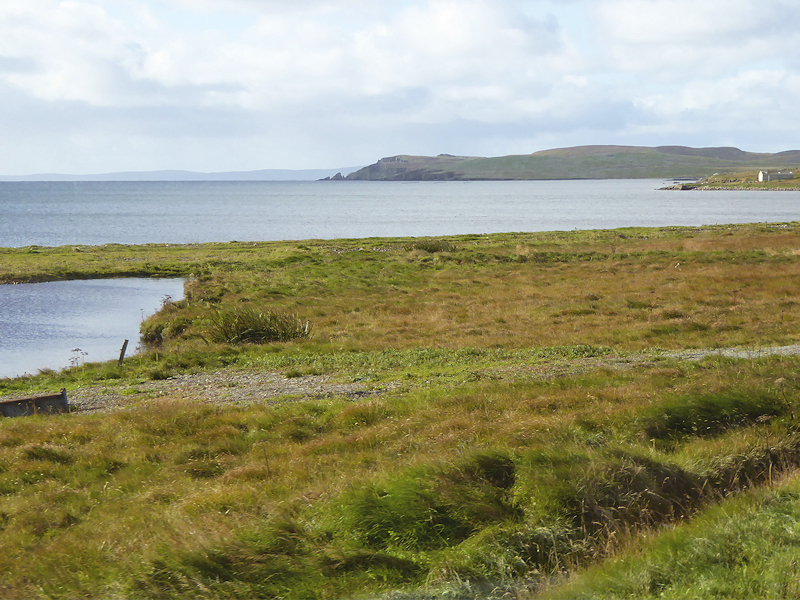
An der Meeresseite von Ura Firth

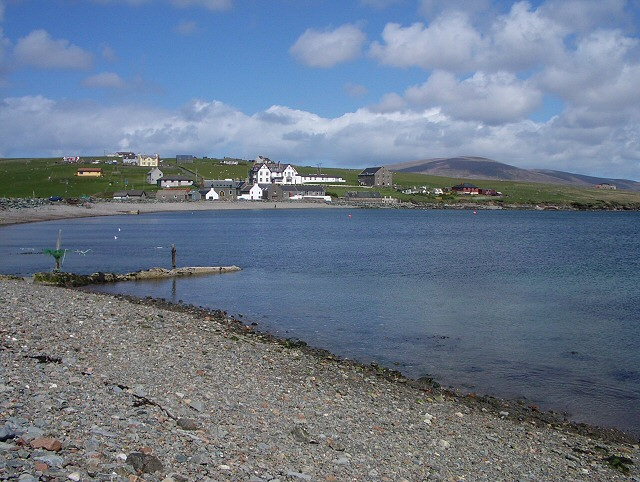
Die Bucht in Hillswick

Die Ura Firth ist eine Meeresbucht, die im Nordwesten der zu Schottland zählenden Shetlands liegt.

## Geographie
Die Ura Firth erstreckt sich auf der Halbinsel Northmavine, einem nordwestlichen Ausläufer Mainlands von der größeren St Magnus Bay des Nordatlantiks nach Nordosten. Einzige größere Ortschaft ist Hillswick im Südwesten, am oberen Ende liegt das kleine Urafirth. Angrenzend als nächste Bucht folgt im Südosten die Hamar Voe. Von der größeren, etwa zehn Kilometer entfernt im Norden gelegenen, Ronas Voe wird die Ura Firth getrennt vom östlichen Teil der Halbinsel Esha Ness.

## Historisches
Im Rahmen der historischen Gliederung Schottlands in Civil Parishes zählt die Ura Firth zu Northmaven.

## Verkehr
Am nordwestlichen Ufer verläuft die A970, die von Hillside im Osten nach Hillswick führt.